# Mobiliario Luis XIV

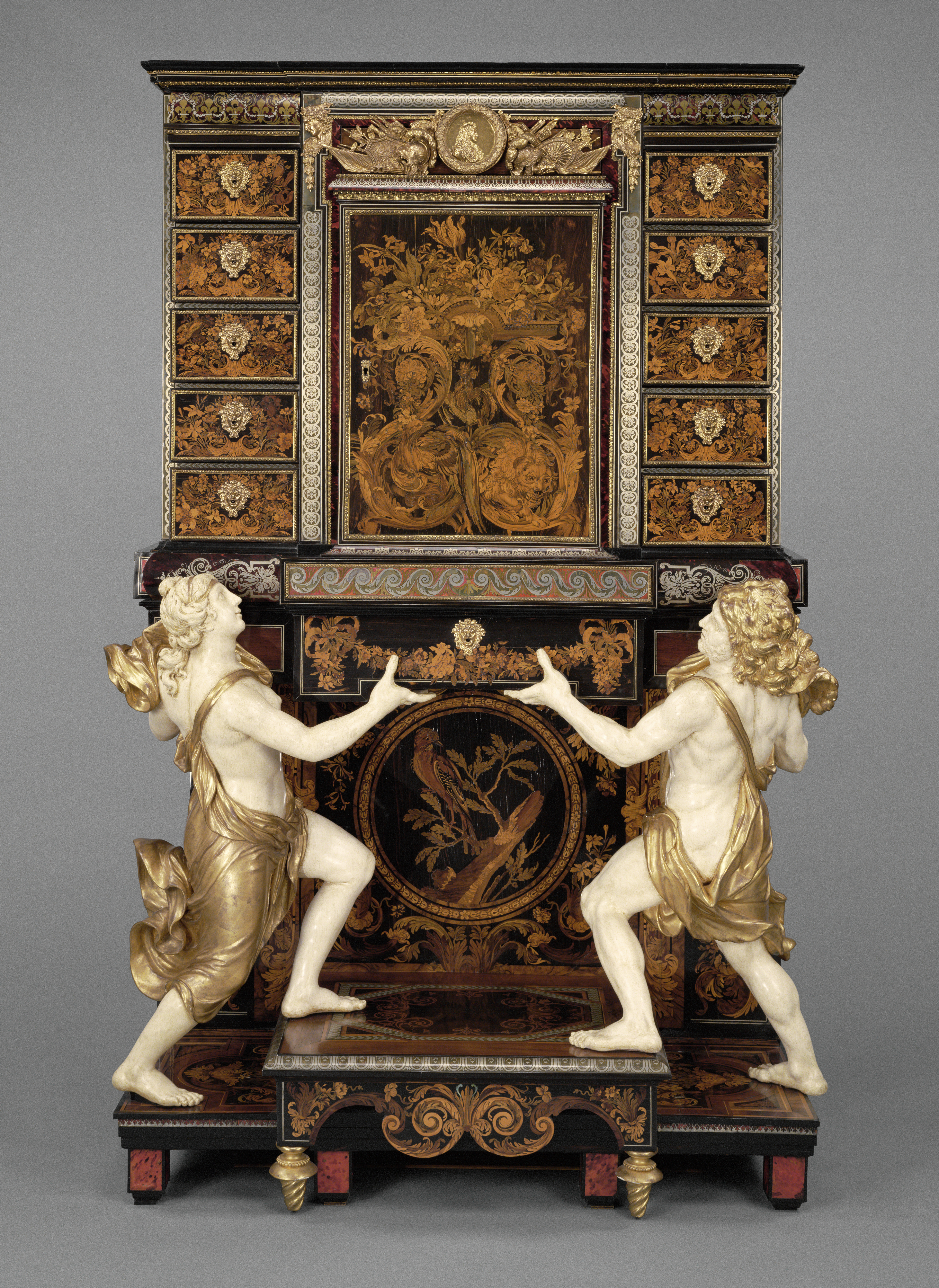
Mueble sobre pedestal de André-Charles Boulle, (1675–80) Roble enchapado en peltre, latón, carey, cuerno, ébano, marfil y marquetería de madera; monturas de bronce; figuras de roble pintado y dorado; cajones de madera de serpiente (Museo J. Paul Getty, Los Ángeles)

El mobiliario Luis XIV era enorme y estaba lujosamente cubierto con esculturas y adornos de bronce dorado en la primera parte del gobierno personal del rey Luis XIV de Francia (1660-1690). Después de aproximadamente 1690, gracias en gran parte al diseñador de muebles André Charles Boulle, apareció un estilo más original y delicado, a veces conocido como Boulle Work . Se basaba en el uso de la marquetería, la incrustación de piezas de ébano y otras maderas raras, una técnica utilizada por primera vez en Florencia en el siglo XV, que fue refinada y desarrollada por Boulle y otros que trabajaban para el Rey. Los muebles estaban incrustados con finas placas de ébano, cobre, nácar y maderas exóticas de diferentes colores en elaborados diseños.
Aparecieron tipos de muebles nuevos y, a menudo, duraderos; la cómoda, con dos a cuatro cajones, reemplazó al viejo coffre o cómoda. Apareció el canapé, o sofá, en forma de combinación de dos o tres sillones. Aparecieron nuevos tipos de sillones, incluido el fauteuil en confessionale o "sillón confesional", que tenía cojines acolchados a ambos lados del respaldo de la silla. La mesa consola también hizo su primera aparición; fue diseñado para ser colocado contra una pared. Otro nuevo tipo de mobiliario fue la table à gibier, una mesa con tablero de mármol para sostener platos. Aparecieron las primeras variedades del escritorio; el escritorio Mazarin tenía una parte central retranqueada, colocada entre dos columnas de cajones, con cuatro pies en cada columna.

## Historia
En el período de la juventud de Luis XIV (1643-1660), cuando Francia estaba efectivamente dirigida por su madre, Ana de Austria, el estilo de los muebles era el de su padre, Luis XIII, mezclado con la influencia italiana traída por el cardenal Mazarino . Las habitaciones estaban dominadas por armarios macizos, decorados con columnas, frontones, pilastras, balaustradas, nichos y otros adornos que hacían juego con los elaborados paneles de madera tallada, llamados lambris, colocados en forma de cuadrados o rectángulos en las paredes, y los techos esculpidos con decoraciones similares. Los armarios, mesas y sillas eran geométricos. Aparecieron las butacas de respaldo alto, realizadas con piezas de bois tourné, cortadas en forma de espiral.
El segundo período, desde 1660 hasta alrededor de 1690, fue el comienzo del reinado personal de Luis XIV. Gran parte del mobiliario de este período se hizo para la decoración de los grandes salones nuevos del Palacio de Versalles diseñados por Louis Le Vau y luego de Jules Hardouin-Mansart . Las características del primer estilo en decoración y mobiliario fueron la riqueza de materiales y el esfuerzo por lograr un efecto monumental. Los elementos decorativos de las paredes y del mobiliario solían ser militares; yelmos, armas cruzadas, racimos de hojas de roble que simbolizan la victoria, esculpidos, dorados y colocados en las paredes. Otras decoraciones comunes eran las máscaras de Apolo (el Dios Sol simbolizaba a Luis, el "Rey Sol"); el águila de Júpiter, el león, el gallo, y una gran variedad de coronas, cetros y bastones reales.
La fábrica real de muebles se estableció en 1667, parte del establecimiento real de arte que incluía la Academia de Bellas Artes y la fábrica real de tapices en Sèvres. Sus diseñadores y artesanos crearon la mayor parte del mobiliario nuevo realizado para el Palacio de Versalles y otras residencias reales.
En el período final, desde alrededor de 1690 en adelante, bajo la influencia de Haroudin-Mansart, Pierre Lapautre y otros diseñadores, el estilo de decoración y mobiliario se volvió menos grandioso y más elegante; El mármol de las paredes se reemplazó por paneles de madera en colores claros o madera natural encerada o desteñida. A medida que mejoraron los sistemas de calefacción, las chimeneas se hicieron más pequeñas; a medida que mejoraba la tecnología del vidrio, los espejos se hicieron más grandes y podían cubrir paredes enteras, como pronto lo hicieron en Versalles. Aparecieron temas decorativos nuevos y más ligeros que a menudo eran exóticos y juguetones, en particular angelotes o querubines, y diseños grotescos, arabescos y dentelle con forma de encaje.
El estilo del último período estuvo fuertemente influenciado por la marquetería del ebeniste André-Charles Boulle, quien entre 1675-80 perfeccionó en gran medida las técnicas clásicas de aplicación de finas placas de ébano, maderas exóticas, cobre, caparazón de tortuga y nácar. perla. A veces, la decoración de cobre se colocaba sobre un fondo de caparazón de tortuga y, a veces, el diseño de caparazón de tortuga se colocaba sobre un fondo de cobre. La decoración se volvió cada vez más elaborada, fantasiosa y exótica, particularmente en el trabajo de otro diseñador influyente, Jean Bérain the Elder . Otra decoración popular en los muebles era el adorno de bronce, esculpido y dorado. Relieves de bronce dorado cubrían las caras de los muebles, decorando las bocallaves y los ángulos. Las esquinas de las cómodas estaban ocupadas por esculturas de mujeres o ángeles, y los pies estaban vestidos con zapatos de bronce dorado o pies esculpidos de leones o ciervos.

En el estilo posterior, las formas geométricas fueron reemplazadas gradualmente por líneas curvas, y apareció una variedad de muebles nuevos y más portátiles, incluidas sillas plegables y mesas pequeñas, llamadas taburetes, que se podían mover fácilmente de una habitación a otra. Estas tendencias condujeron directamente a las formas más fantasiosas y curvas de los muebles Luis XV.

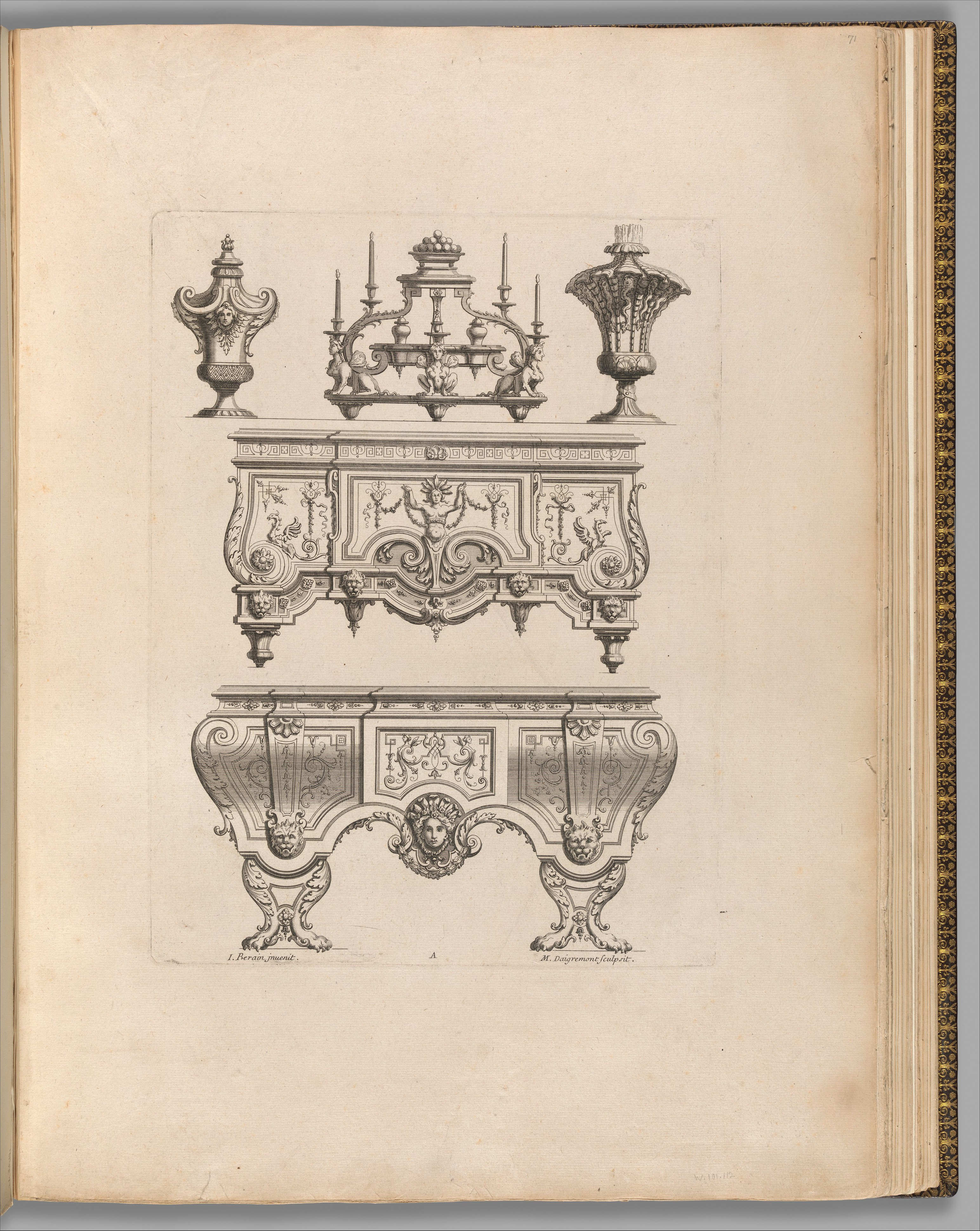
Diseños de muebles de Jean Bérain the Elder (finales del siglo XVII-principios del siglo XVIII)
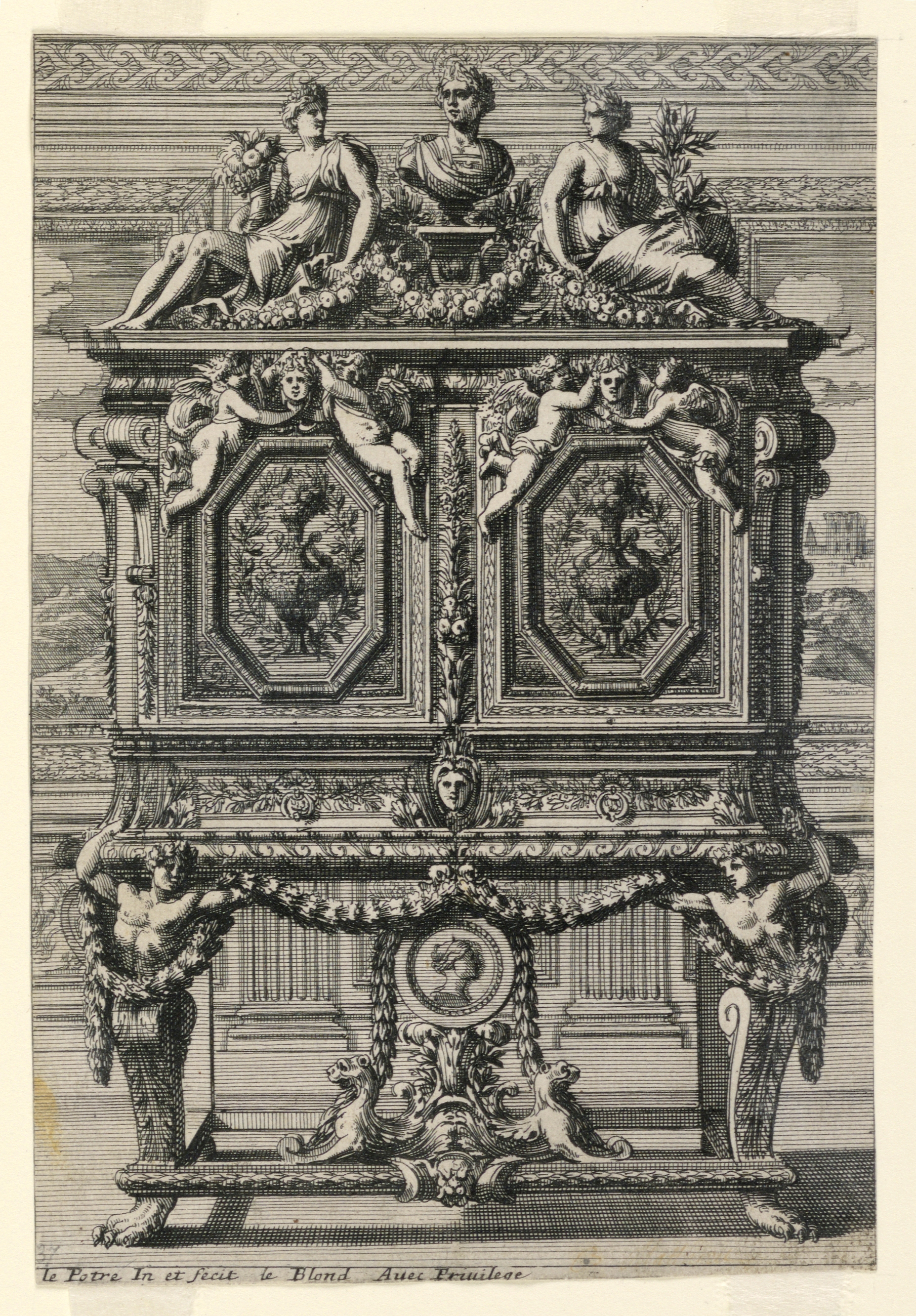
Diseño para un cofre de Jean Le Pautre (hacia 1675)
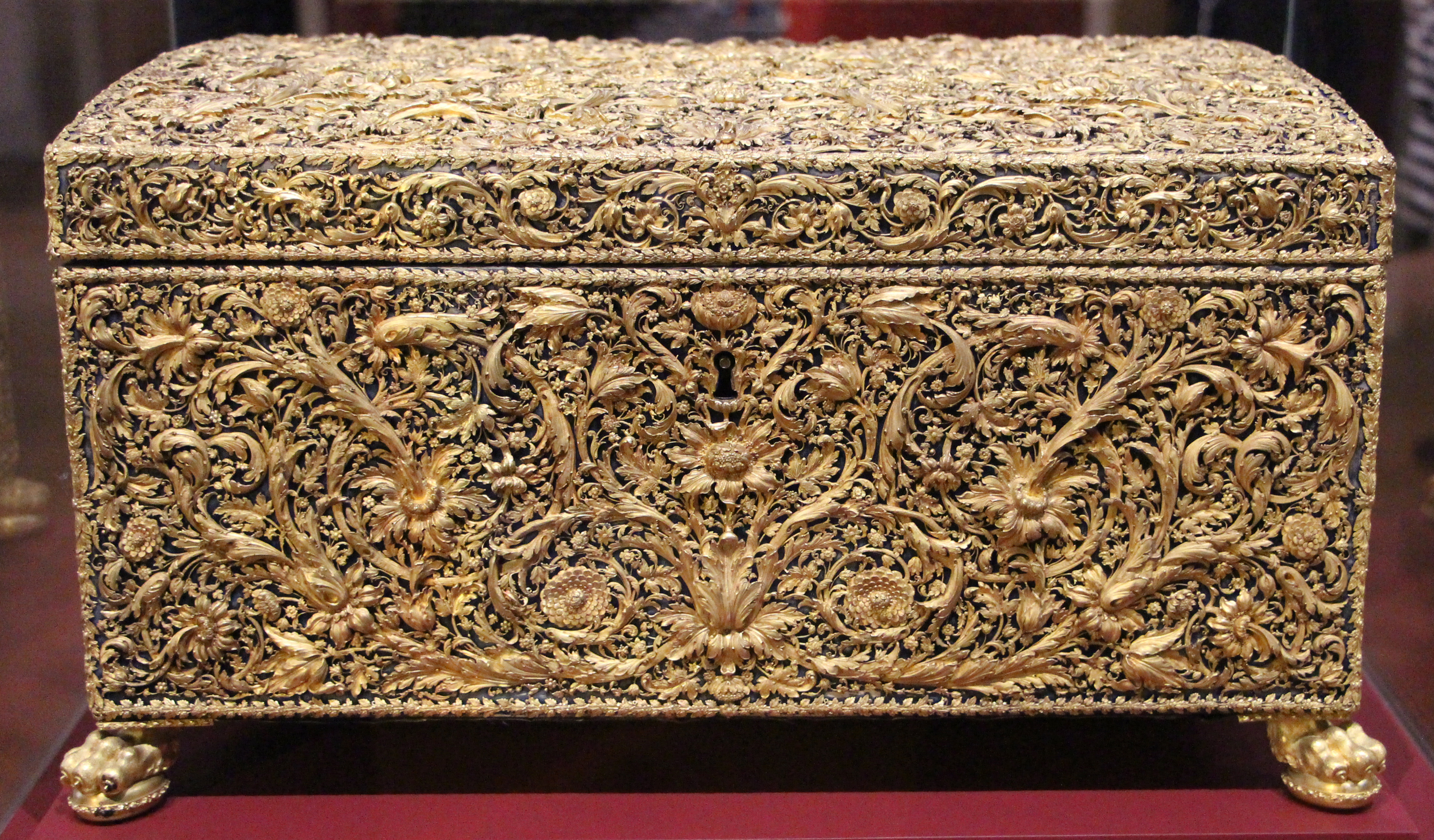
Cofre de joyas de Luis XIV (1676) El Louvre

## Sillas y sofás
Las sillas de los sillones del estilo Luis XIV temprano tenían patas en una forma llamada en ganancia o en balaustre, que estaban lujosamente decoradas con adornos esculpidos y, a menudo, dorados llamados ahijados, cannelures y feuillages u hojas. Las cuatro patas estaban conectadas para el soporte por una viga transversal debajo de la silla en forma de 'H', que se convirtió en una 'X'. Las sillas estaban tapizadas con cuero o con tapicería. Los pies de las sillas eran en ganancia, o geométricos y cónicos, o en consola, con forma de 'S' curva. Apareció una primera versión del sofá, un canapé que parecía dos sillones unidos. En el período posterior del estilo Luis XIV, la cantidad de decoración en el marco disminuyó y su forma se volvió más elegante y curva. Los pies 'en consola' a menudo terminaban en la forma conocida como 'pie de venado' o zapato de bronce dorado. Se introdujo el Fauteuil a la Reine o sillón de la reina, y se convirtió en una forma popular, que continuó fabricándose, con varias modificaciones, a lo largo de los reinados de Luis XV y XVI. El fauteuil en confessional fue otra innovación, un sillón con alas con gruesos cojines a ambos lados de la cabeza. Otra innovación fue el Fauteuil à os de mouton, que presentaba aparatos ortopédicos entre las piernas en forma de huesos de oveja curvos.Louis XIV furniture

En los primeros años del reinado, el rey exigía que todos los miembros de la corte, sin importar su rango, permanecieran de pie, a menudo durante períodos muy largos, mientras él estaba sentado en un fauteuil o sillón. Más tarde, a los príncipes y princesas se les permitió sentarse en simples taburetes, taburetes hechos de caña. Gradualmente, este privilegio se extendió a las duquesas, luego a otra alta nobleza y, finalmente, a todos los miembros oficiales de la corte. Se inventaron sillas portátiles para satisfacer las demandas cambiantes del protocolo de la corte. Estos incluían sillas con respaldo de caña, sillas plegables ( ployants ) y una variedad de ( tabourets ).Louis XIV furniture

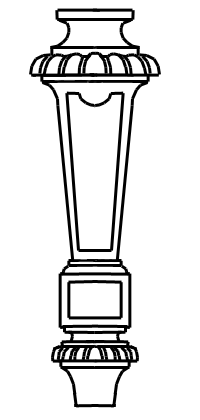
Pie de silla 'en balaustre'
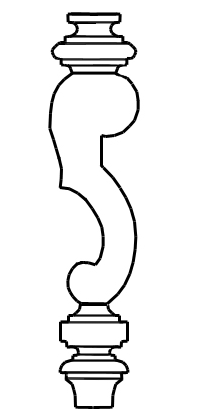
Pie de silla 'en consola'
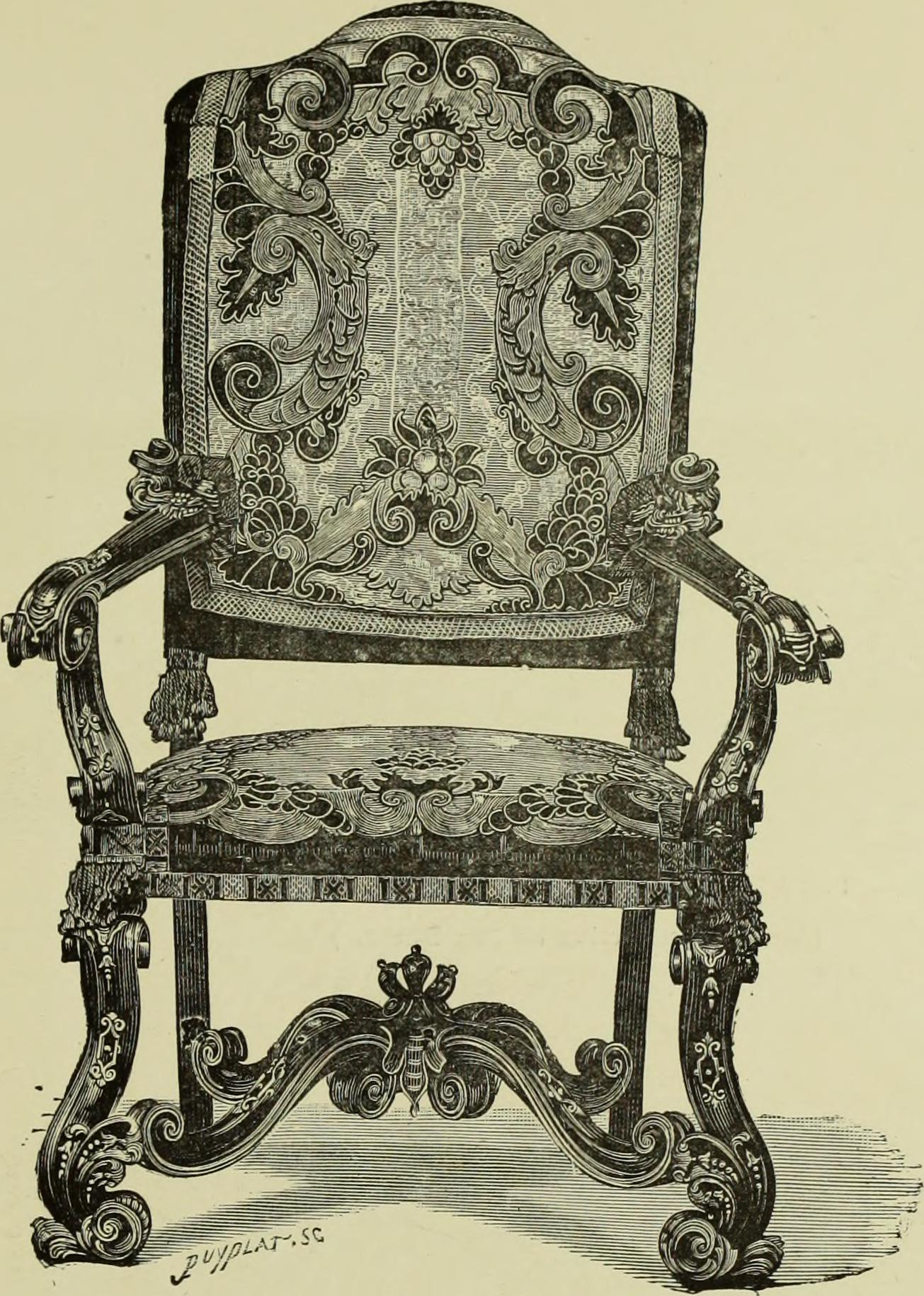
Fauteuil a la reina
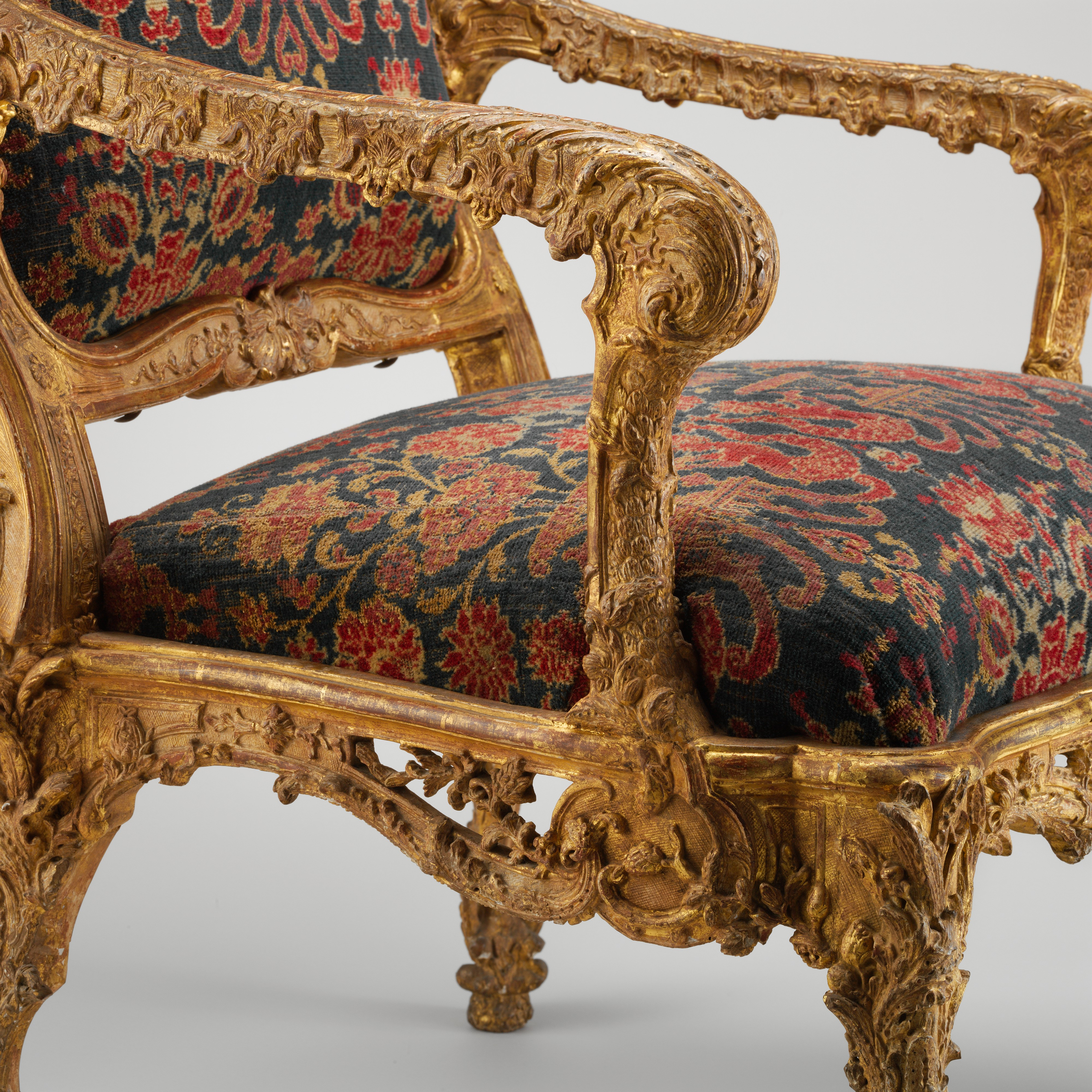
Detalle de un Fauteuil a la reine (1690-1710) Museo Metropolitano
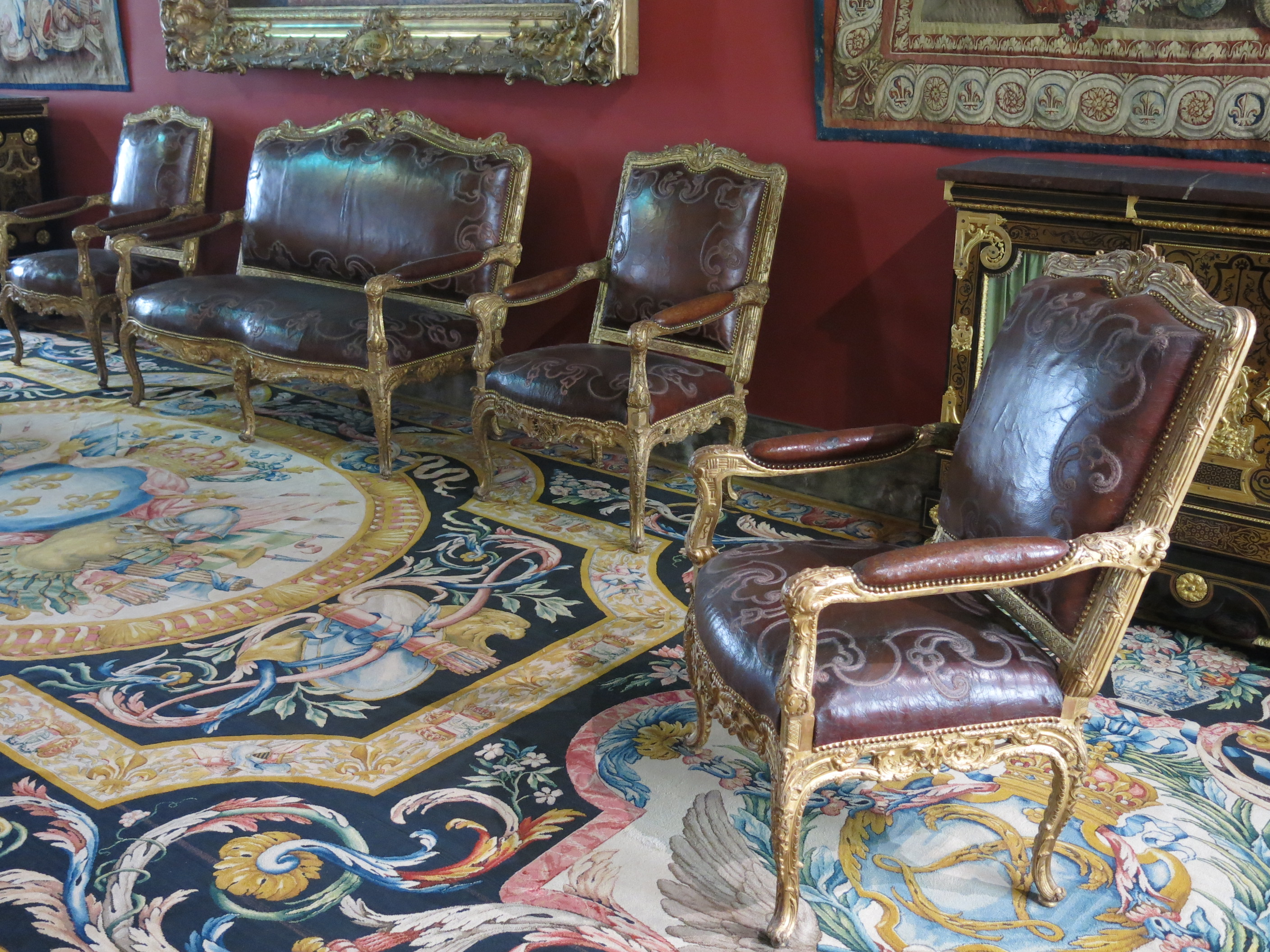
Sofá y sillones "a la reine" (1710-1720), Museo del Louvre

## Mesas
Las mesas tenían los mismos dos tipos de pies y patas que las sillas; ya sea en ganancia o en balaustre . La abrazadera entre las piernas debajo a menudo tenía forma de X, y el lugar de reunión a menudo tenía una consola muy elaborada con formas de S invertidas. El ceinture o cinturón alrededor del borde de la mesa estaba ricamente ornamentado con decoración escultórica, que a menudo caía en cascada hacia abajo.
La consola era un tipo particular de mesa hecha para apoyarse contra una pared; Por lo general, tenía una placa de mármol en la parte superior y estaba ricamente ornamentado, pero solo en el lado que daba a la habitación.

En el período posterior de Luis XIV, bajo la influencia de Boulle, la marquetería se convirtió en la decoración dominante de las mesas. Un ejemplo particularmente bueno es una mesa de Andre-Charles Boulle, de 1670 a 1680, que presenta marquetería hecha con una variedad de maderas, además de peltre, latón, cobre, cuerno y carey. Ahora se encuentra en el Palacio de California de la Legión de Honor en San Francisco. Una variante de este diseño de Boulle de la misma época se encuentra en el Museo Getty de Los Ángeles.

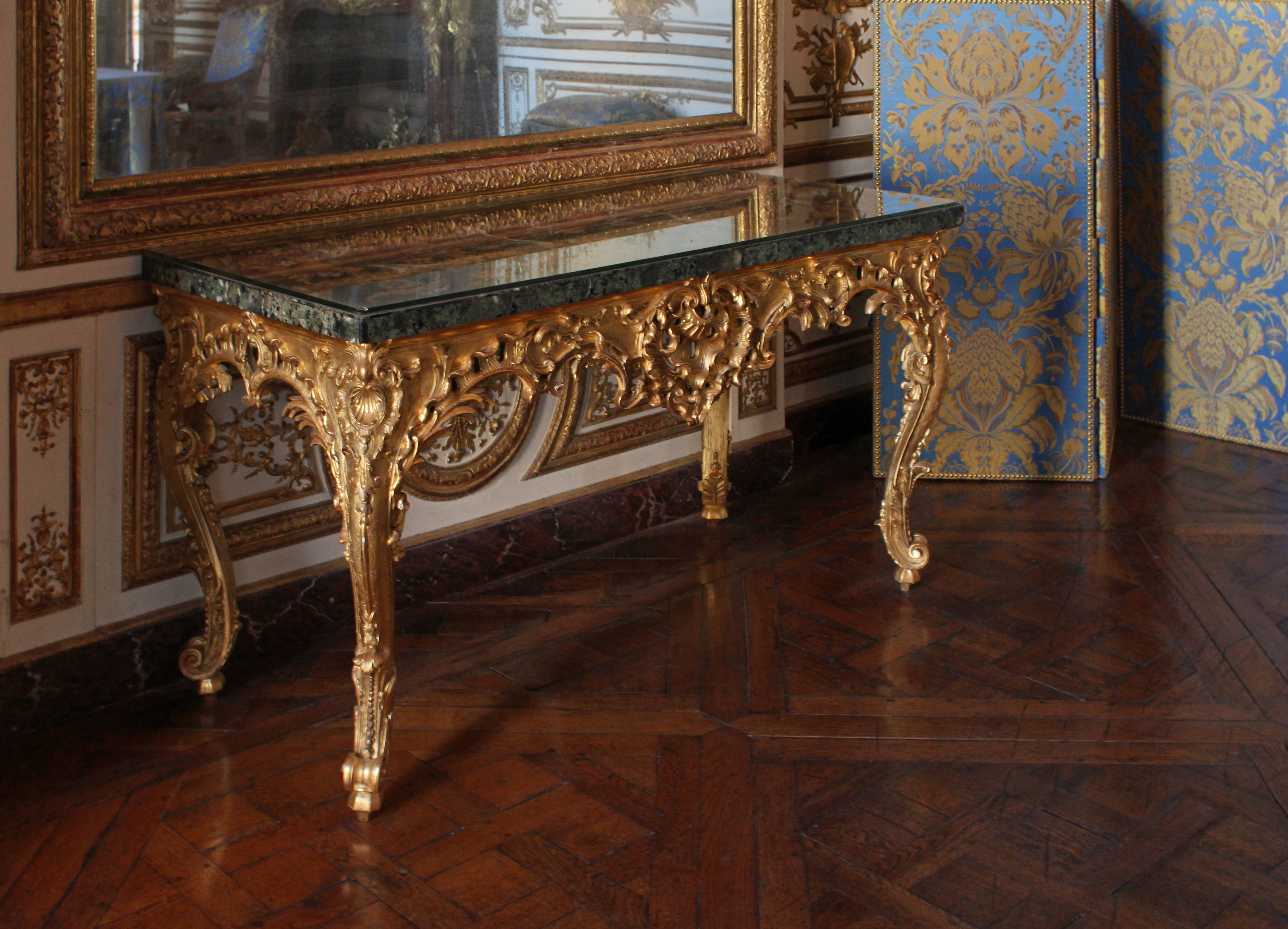
Mesa consola de mármol, gabinete del Consejo, Palacio de Versalles
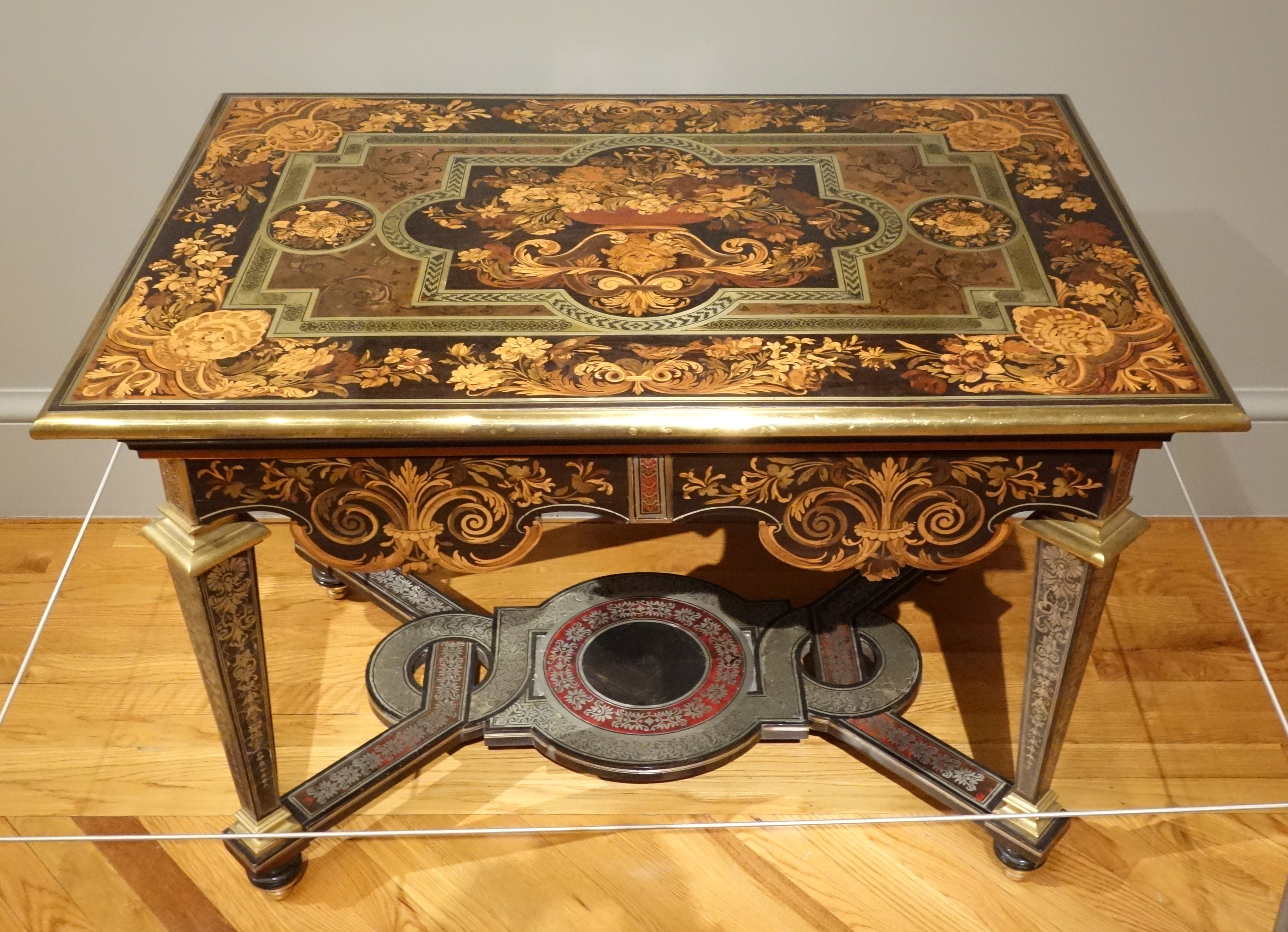
Mesa de Andre-Charles Boulle (1670–80) Palacio de la Legión de Honor de California.

## Cómodas y cofres
Los cofres ornamentados y pesados de Luis XIII desaparecieron gradualmente y fueron reemplazados por un nuevo mueble, la cómoda, que tenía una columna de cajones. En los primeros años de Luis XIV, los cofres eran macizos y geométricos, a veces con columnas y frontones y paneles de madera con elementos decorativos tallados en forma de diamante y otras formas geométricas. Los primeros cofres y cómodas eran a menudo de madera oscura, lo que los hacía sombríos. André-Charles Boulle aligeró el aspecto de las cómodas con marquetería de marfil, nácar, estaño y latón. También usó maderas de diferentes colores para crear elaborados ramos de flores y otros diseños.

Se crearon una variedad de cofres especializados, incluidas bibliotecas o estanterías; Médailliers para exhibir medallas; y armarios especiales o soportes para relojes, que eran grandes y pesados.

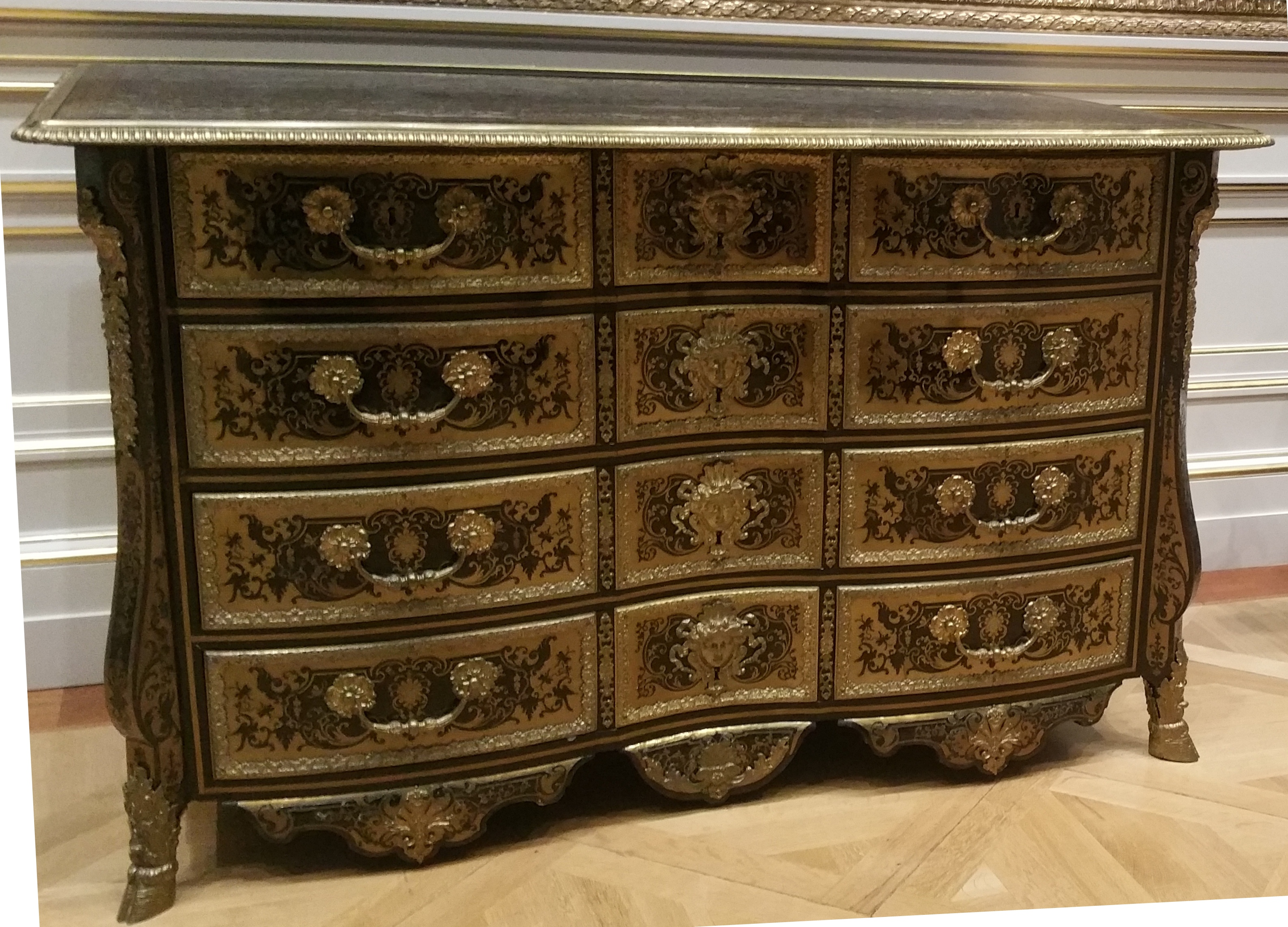
Primera cómoda de André Charles Boulle, Wallace Collection
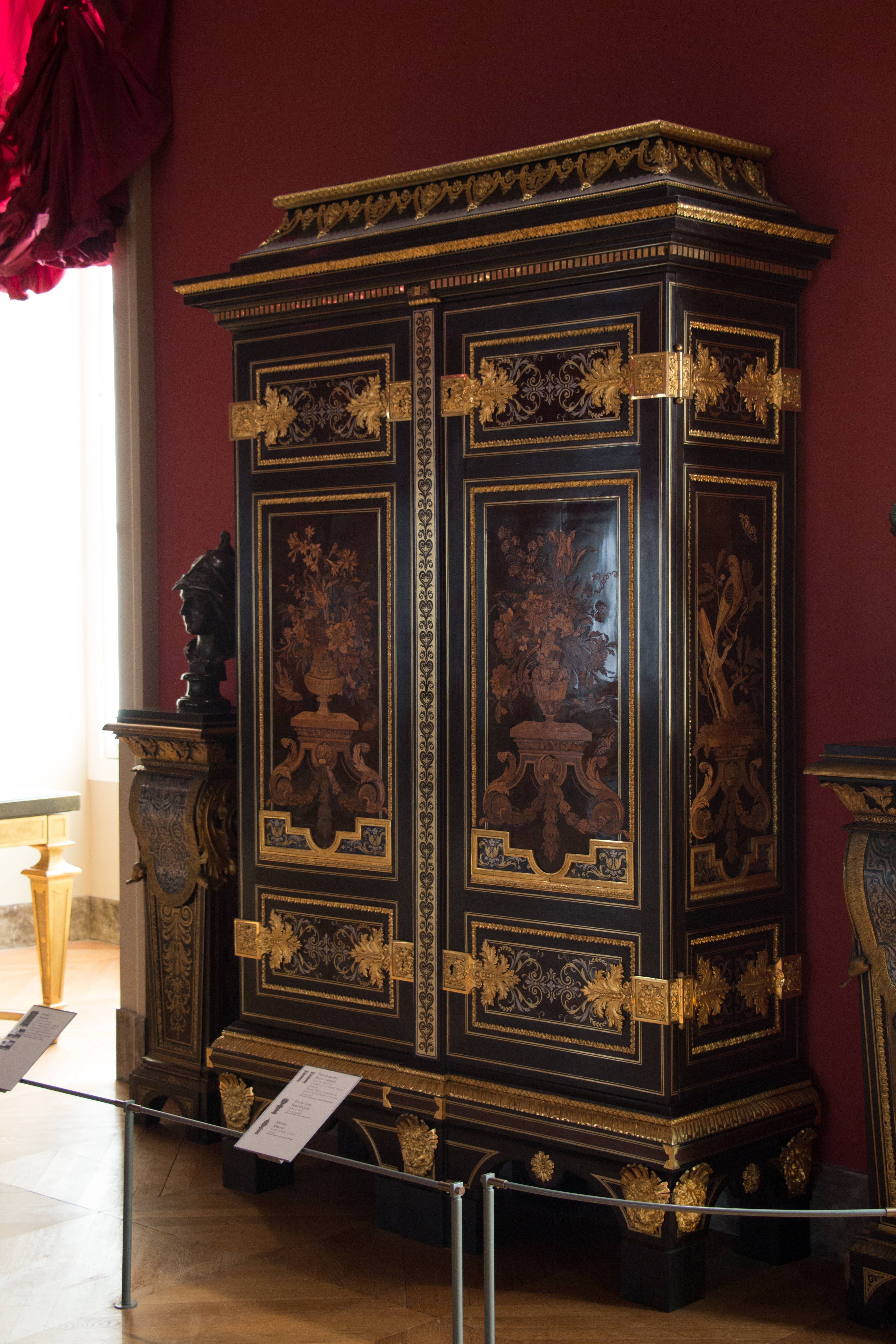
Armario con marquetería en patrón de periquito de André Charles Boulle (1680-1700), Louvre
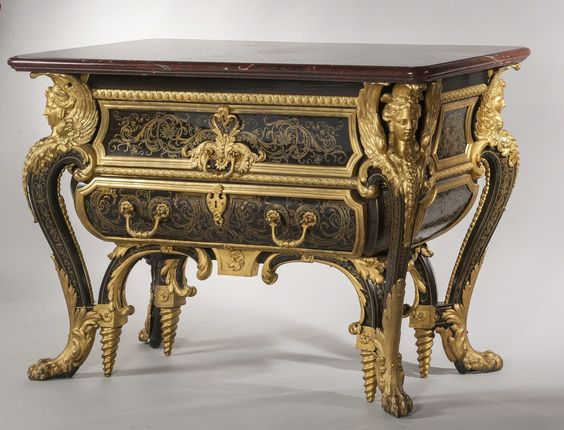
Cómoda de André Charles Boulle para el Grand Trianon (1710)

## Escritorios
La cómoda o escritorio en su tosca forma moderna apareció bajo Luis XIV. La primera versión fue el escritorio de Mazarin, llamado así por el primer ministro de Louis, el cardenal Mazarin. Tenía dos columnas de tres cajones cada una, cada una montada sobre cuatro patas y conectadas por una abrazadera en forma de E, que sostenía una superficie plana para escribir con un solo cajón debajo. Las variaciones posteriores incluyeron una capota plegable. Más adelante en el reinado, el escritorio de Mazarin fue reemplazado por una gran mesa de escritorio con tapa plana con cuatro patas y dos cajones. Una versión muy elegante de este escritorio fue realizada por André-Charles Boulle, para Nicolas Fouquet, ministro de finanzas del rey, para su castillo en Vaux-le-Vicomte.

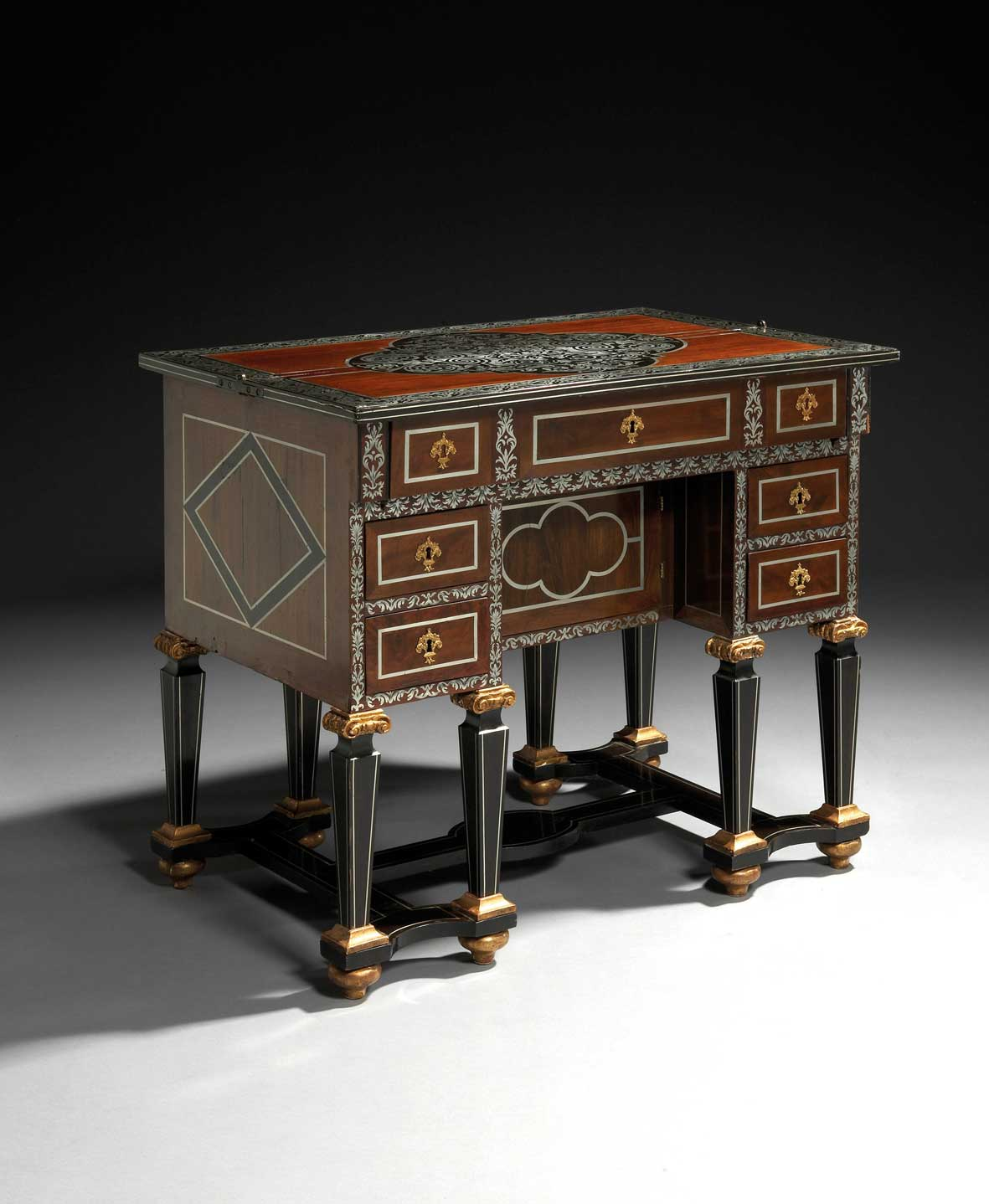
Escritorio temprano de Mazarino
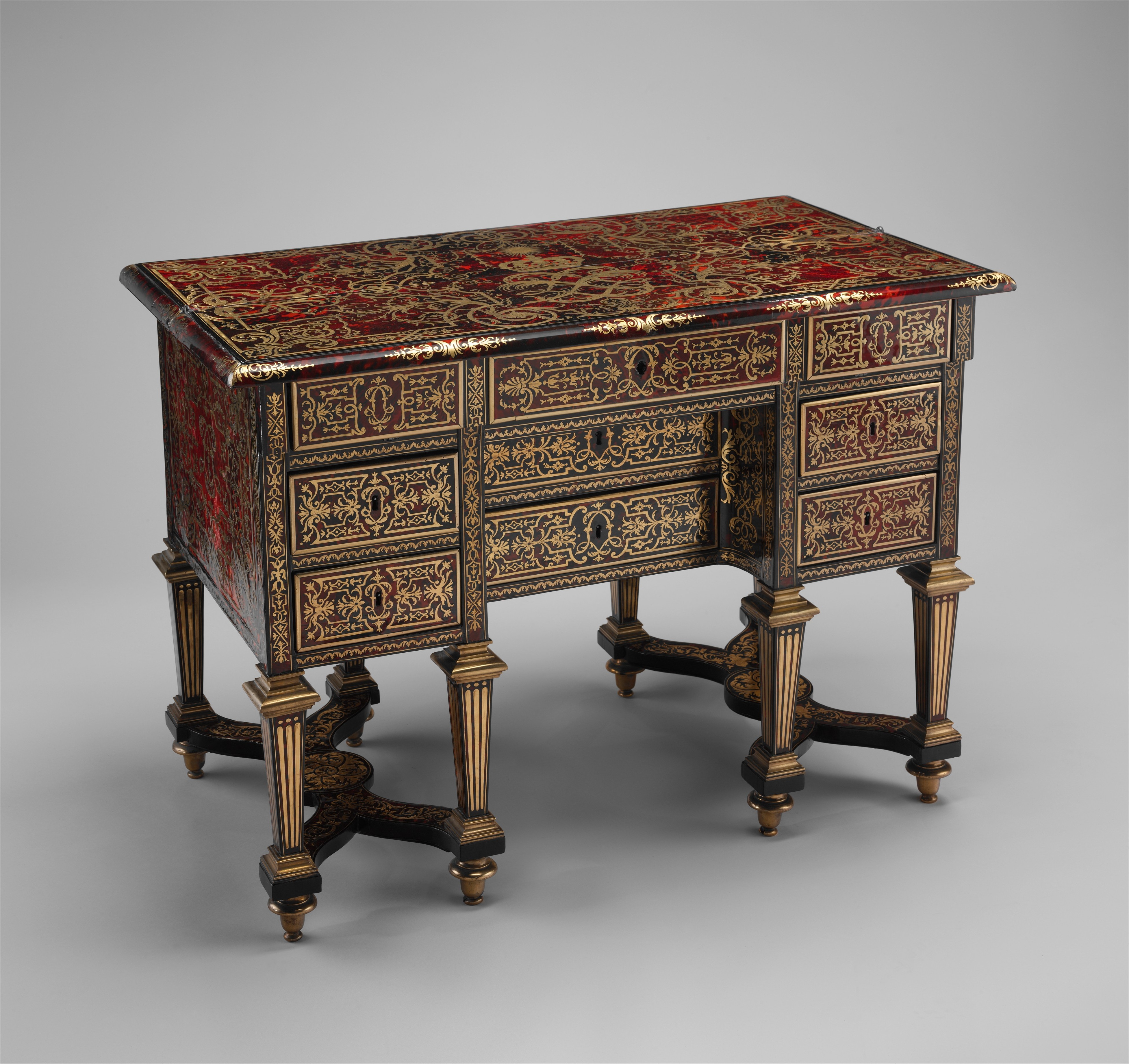
Escritorio con tablero plegable (fechado en 1685) diseñado por Jean Bérain el Viejo, realizado por Alexandre-Jean Oppenordt
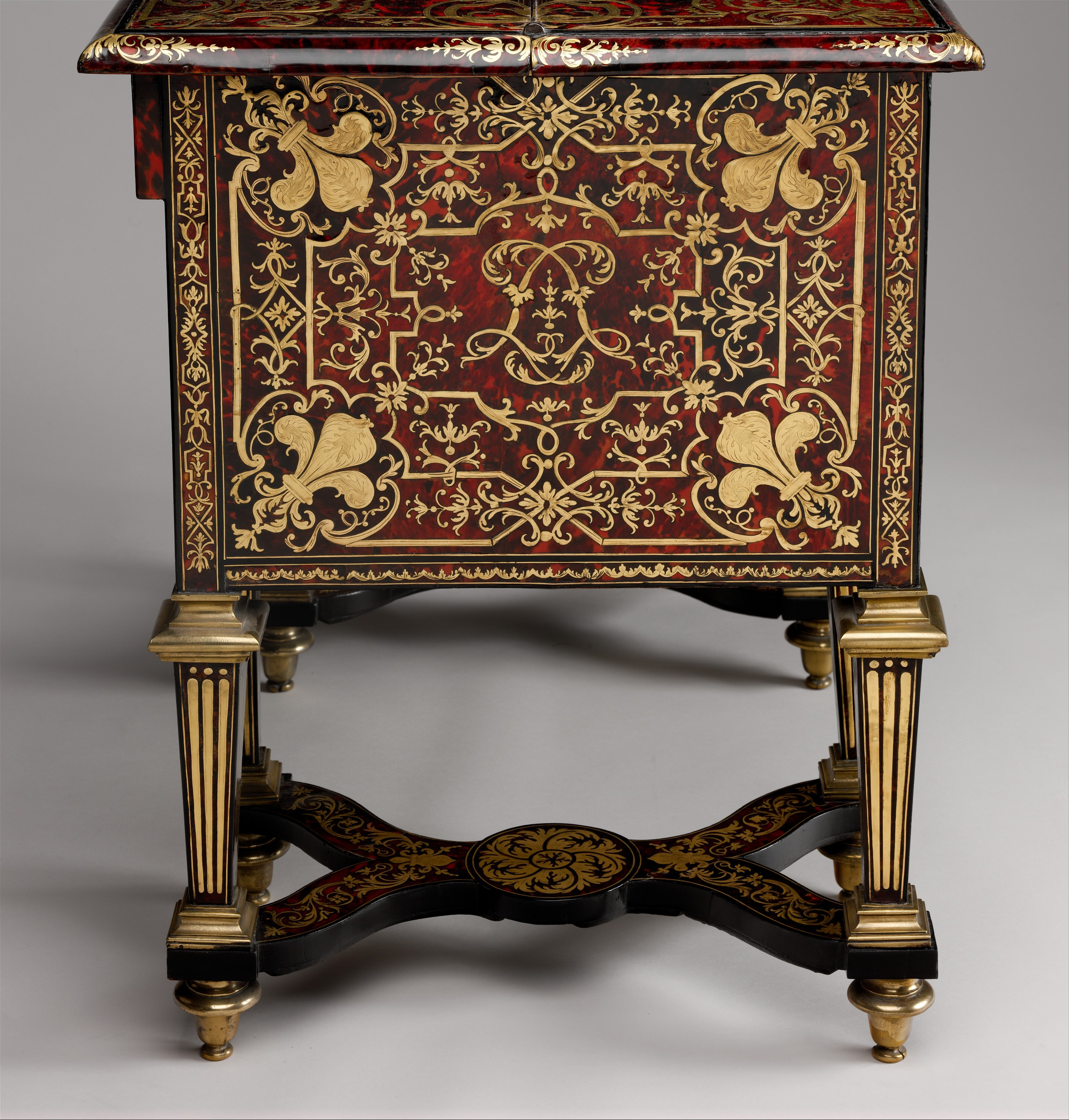
Lado del escritorio de Jean Bérain el Viejo (1685)
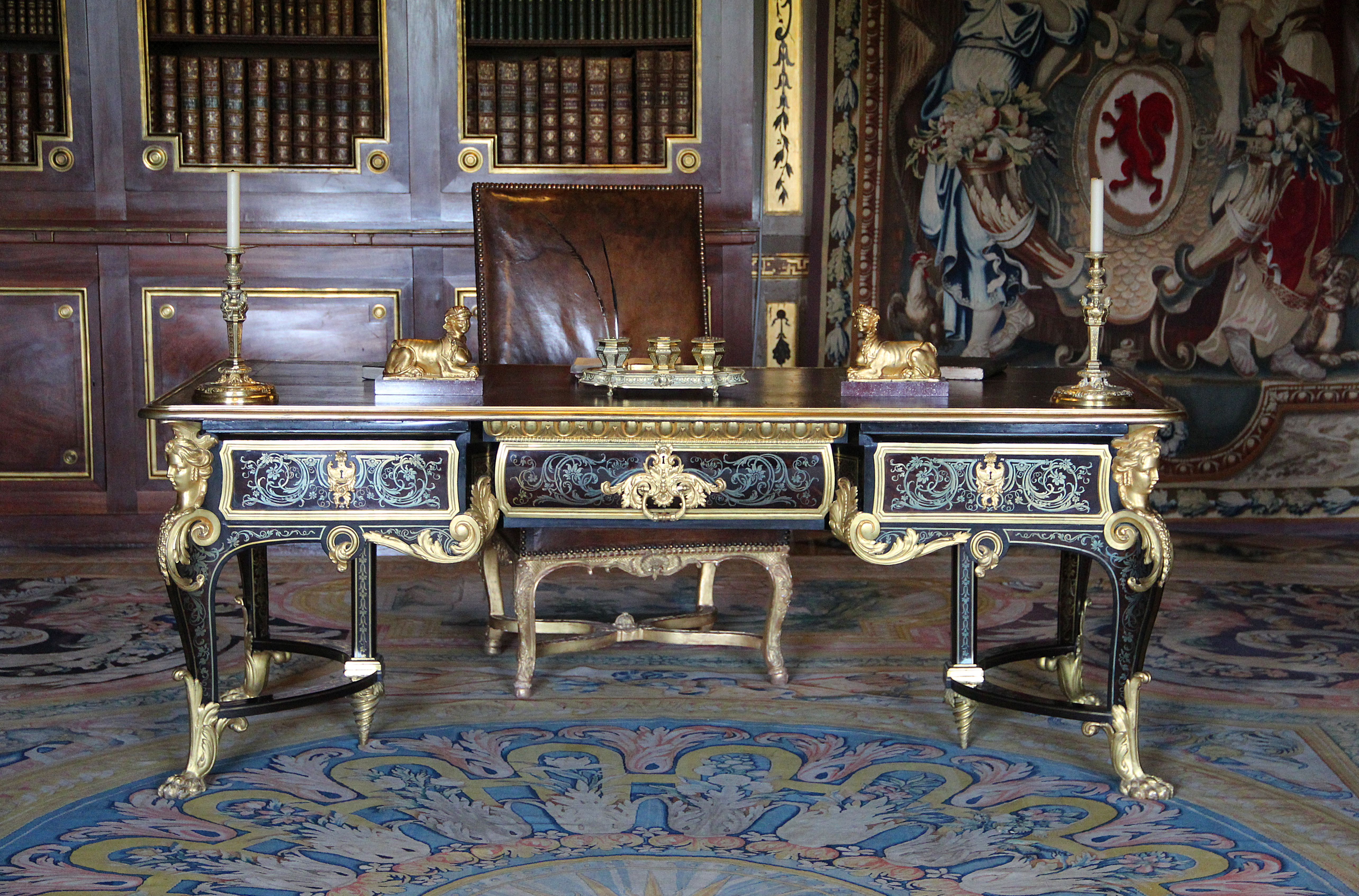
Escritorio de Nicolas Fouquet de André-Charles Boulle en el Chateau de Vaux-le-Vicomte

## Camas
El dormitorio era un lugar de ceremonia bajo Luis XIV. El despertar formal del Rey en el Palacio de Versalles era un evento diario, al que podía asistir cualquier miembro de la Corte o visitante del Palacio. Era común que los miembros de la nobleza recibieran invitados cuando estaban en la cama. Las camas tenían dosel muy alto y cortinas sostenidas por cuatro postes y un marco o panel rectangular, llamado probador, arriba. Las cortinas eran en gran parte para mantener el calor y las corrientes de aire. Las camas estaban separadas del resto de la habitación por una balaustrada.

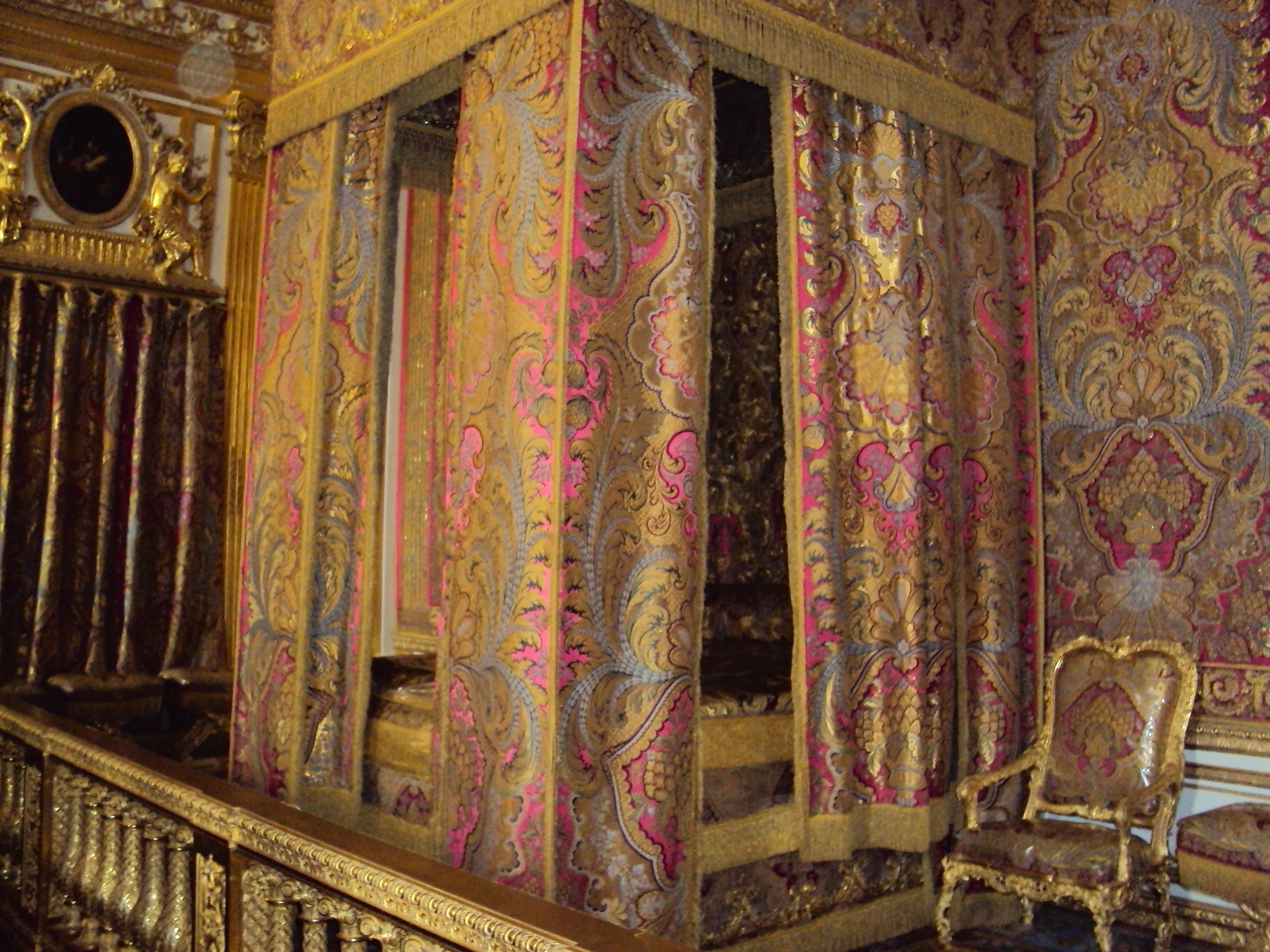
Bed of Louis XIV at the Palace of Versailles

## Diseñadores notables del período Luis XIV
- André-Charles Boulle
- Carlos Le Brun
- Jean Bérain el Viejo
- Jean Bérain el Joven
- Felipe Caffieri
- Pierre Maille
- charles errard
- E. Levasseur
- daniel marot
- André Brustolone